# 에릭 셀빅

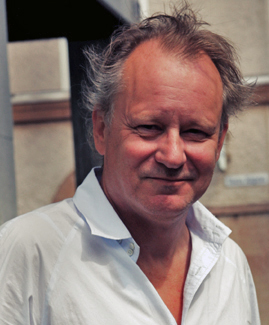

에릭 셀빅(Erik Selvig)은 마블 스튜디오가 제작하는 마블 시네마틱 유니버스 여러 영화의 등장인물이다. 첫 등장은 2011년 영화 《토르: 천둥의 신》이다. 스텔란 스카르스고르드가 연기하고 있으며, 《토르: 천둥의 신》 외에도 《어벤져스》 (2012), 《토르: 다크 월드》 (2013), 《어벤져스: 에이지 오브 울트론》 (2015)에도 등장하였다.

## 같이 보기
- 마블 시네마틱 유니버스 캐릭터 목록